# Zlatan Ljubijankič
Zlatan Ljubijankič, född 15 december 1983 i Ljubljana, Jugoslavien (nuvarande Slovenien), är en slovensk före detta fotbollsspelare som från är 2015 spelade för den japanska klubben Urawa Red Diamonds. Ljubijankič  har också meriter från spel i Sloveniens fotbollslandslag.